# Syllomatia
Syllomatia es un género de polillas de la subfamilia Tortricinae, familia Tortricidae.

## Especies
- Syllomatia pertinax (Meyrick, 1910)
- Syllomatia pirastis (Meyrick, 1910)
- Syllomatia xythopterana (Meyrick, 1881)